# Lichenophanes albicans
Lichenophanes albicans är en skalbaggsart som beskrevs av Pierre Lesne 1899. Lichenophanes albicans ingår i släktet Lichenophanes och familjen kapuschongbaggar. Inga underarter finns listade i Catalogue of Life.